# Who Is Cletis Tout?
Who Is Cletis Tout? is een Amerikaans-Canadese misdaadfilm uit 2001, geregisseerd door Chris Ver Wiel en geproduceerd door Daniel Grodnik, Matthew Grimaldi en Robert Snukal. De hoofdrollen worden vertolkt door Christian Slater, Tim Allen en Portia de Rossi.

## Verhaal
In de gevangenis ontmoet de vervalser Trevor Finch de goochelaar en een juwelendief Micah. Samen nemen ze een nieuwe identiteit aan en zijn ze van plan om een berg diamanten op te graven die een van hun verstopt heeft. De plannen komen in gevaar als Finch de naam Cletis Tout aanneemt. Cletis Tout was een journalist die foto's aan roddelbladen verkocht, waardoor de maffia nu achter hem aan zit.

## Rolbezetting
| Acteur             | Personage          |
| ------------------ | ------------------ |
| Christian Slater   | Trevor Allen Finch |
| Tim Allen          | Critical Jim       |
| Portia de Rossi    | Tess Donnelly      |
| Richard Dreyfuss   | Micah Donnelly     |
| Billy Connolly     | Dr. Savian         |
| Peter MacNeill     | Detective Tripp    |
| Bill MacDonald     | Detective Delaney  |
| Richard Chevolleau | Detective Horst    |
| Elias Zarou        | Detective Rafferty |
| RuPaul             | Ginger Markum      |
| Joseph Scoren      | Rowdy Virago       |
| Eugene Lipinski    | Falco              |
| Shawn Doyle        | Crow Gollotti      |
| Louis Di Bianco    | Nimble             |
| Tony Nappo         | Fife               |
| Tim Progosh        | Jonge Micah Tobias |
| Alan C. Peterson   | Henry Flatt        |
| Danny Lima         | Cletis Tout        |
| Kay Tremblay       | Oud Mrs. Stanton   |
| Rachel Grodnik     | Jonge Tess Tobias  |
| Tannis Burnett     | Non                |
| Michael Filipowich | Slimmerik          |
| B.J. McQueen       | Gevangenisbewaker  |
| Kevin Rushton      | Gevangenisbewaker  |
| Rick Demas         | Gevangenisbewaker  |
| Martin Roach       | Gevangenisbewaker  |